# 21.º Grupo de Reconocimiento
El 21° Grupo de Reconocimiento (Aufklärungs-Gruppe. 21) unidad militar de la Luftwaffe de la Alemania.

## Historia
Formada el 1 de noviembre de 1938 en Stargard desde el Grupo de Estado Mayor/12° Grupo de Reconocimiento. El 26 de agosto de 1939 es redesignado al Comandante de la Fuerza Aérea Grupo de Ejércitos Norte. Reformada en julio de 1940, desde abril de 1941 como la 21° Gruppen-Fliger-Stab. En mayo de 1942 como el Grupo de Estado Mayor/14° Grupo de Reconocimiento de Corto Alcance.

## Comandantes de Grupo
- Teniente coronel Walter Boenicke – (1 de noviembre de 1938 – 1 de enero de 1939)
- Teniente coronel Dr. med. dent. Walter Gnamm – (1 de enero de 1939 – 26 de agosto de 1939)
- Mayor Gerhard von Frantzius – (15 de julio de 1940 – octubre de 1940)
- Mayor Richard Wälde – (octubre de 1940 - ?)

## Grupo de Estado Mayor (Stab)
Formada el 1 de noviembre de 1938 en Stargard desde el Grupo de Estado Mayor/12° Grupo de Reconocimiento. En mayo de 1942 como el Grupo de Estado Mayor/14° Grupo de Reconocimiento de Corto Alcance.

## Bases
| 1 de noviembre de 1938 – noviembre de 1939 | Stargard | Hs 126 |

## 1ª Escuadra (H)
Formada el 1 de noviembre de 1938 en Stargard desde la 1ª Escuadra/12° Grupo de Reconocimiento, pero en pocos días después como la 3ª Escuadra/21° Grupo de Reconocimiento. Reformada en noviembre de 1938 en Stargard. Sirvió bajo el Grupo de Estado Mayor/9° Grupo de Reconocimiento de Corto Alcance en mayo de 1942 – octubre de 1942, el Grupo de Estado Mayor/2° Grupo de Reconocimiento de Corto Alcance en enero de 1942, el Grupo de Estado Mayor/9° Grupo de Reconocimiento de Corto Alcance en diciembre de 1942 – agosto de 1943; noviembre de 1943 – abril de 1944 y el Grupo de Estado Mayor/1° Grupo de Reconocimiento de Corto Alcance en septiembre de 1943 – octubre de 1943. El 1 de junio de 1944 es redesignado a la 1ª Escuadra/3° Grupo de Reconocimiento de Corto Alcance.

## Bases
| Noviembre de 1938 – agosto de 1939    | Stargard       | Hs 126                                                                    |
| Agosto de 1939 – septiembre de 1939   | Mirkau         |                                                                           |
| Marzo de 1940 – mayo de 1940          | Stadtkyll(?)   |                                                                           |
| Octubre de 1940                       | Bergen Op Zoom |                                                                           |
| Julio de 1941                         | Star-Bychov    |                                                                           |
| Agosto de 1941                        | Smolensk       |                                                                           |
| Octubre de 1941                       | Gerbenki       |                                                                           |
| Noviembre de 1941                     | Malojareslavez |                                                                           |
| Enero de 1942                         | Laval          | Focke-Wolf Fw 189A                                                        |
| Junio de 1942                         | Artemovsk(?)   | Focke-Wolf Fw 189A-1                                                      |
| Agosto de 1942                        | Chrebtovoje(?) | Focke-Wolf Fw 189A-2 y el Focke-Wolf Fw 189A-3                            |
| Septiembre de 1942 – octubre de 1942  | Krassnodar     | Focke-Wolf Fw 189A-2 y el Focke-Wolf Fw 189A-3                            |
| Noviembre de 1942                     | Goitsch(?)     | Focke-Wolf Fw 189A-2 Trop                                                 |
| Enero de 1943                         | Maikop(?)      | Focke-Wolf Fw 189A-2, Focke-Wolf Fw 189A-2 Trop y el Focke-Wolf Fw 189A-3 |
| Junio de 1943                         | Kertsch        | Focke-Wolf Fw 189A-2, Focke-Wolf Fw 189A-2 Trop y el Focke-Wolf Fw 189A-3 |
| 22 de febrero de 1944 – marzo de 1944 | Kopani*        | Focke-Wolf Fw 189A-2 y el Focke-Wolf Fw 189A-3                            |
| Marzo de 1944 – 26 de marzo de 1944   | Tschapajevka*  | Focke-Wolf Fw 189A-2 y el Focke-Wolf Fw 189A-3                            |
| 26 de marzo de 1944 – abril de 1944   | Odessa*        | Focke-Wolf Fw 189A-2 y el Focke-Wolf Fw 189A-3                            |
| Abril de 1944 – 25 de mayo de 1944    | Straubing      | Focke-Wolf Fw 189A-2 y el Focke-Wolf Fw 189A-3                            |

- Destacamento en Bagerovo en febrero de 1944 – 12 de marzo de 1944, y en Grammatikovo el 12 de marzo de 1944 – abril de 1944.

## 2ª Escuadra (H)
Formada el 1 de noviembre de 1938 en Stargard desde la 2ª Escuadra/12° Grupo de Reconocimiento. Sirvió bajo el Grupo de Estado Mayor/13° Grupo de Reconocimiento de Corto Alcance en mayo de 1942 – octubre de 1942, el Grupo de Estado Mayor/12° Grupo de Reconocimiento de Corto Alcance en noviembre de 1942 y el Grupo de Estado Mayor/8° Grupo de Reconocimiento de Corto Alcance en diciembre de 1942 – julio de 1943. Disuelta en agosto de 1943. El 1 de septiembre de 1943 es redesignado a la 1ª Escuadra/5° Grupo de Reconocimiento de Corto Alcance.

## Bases
| Noviembre de 1938 – agosto de 1939 | Stargard        | Hs 126 |
| Marzo de 1940 – mayo de 1940       | Arzfeld(?)      |        |
| Julio de 1940                      | St. Gabine      |        |
| Octubre de 1940                    | Bergen Op Zoom  |        |
| Julio de 1941                      | Orlovka(?)      |        |
| Julio de 1941                      | Gdov            |        |
| Agosto de 1941                     | Osvischtschi    |        |
| Octubre de 1941                    | Sloboda(?)      |        |
| Febrero de 1942 – abril de 1943    | Krasnogvardeisk |        |

## 3ª Escuadra (H)
Formada en noviembre de 1938 en Stargard desde la 1ª Escuadra/21° Grupo de Reconocimiento. Sirvió bajo el Grupo de Estado Mayor/2° Grupo de Reconocimiento de Corto Alcance en mayo de 1942 – agosto de 1942, el Grupo de Estado Mayor/10° Grupo de Reconocimiento de Corto Alcance en septiembre de 1942 – mayo de 1944, el Grupo de Estado Mayor/4° Grupo de Reconocimiento de Corto Alcance en junio de 1944 y el Grupo de Reconocimiento de Corto Alcance/6° Grupo de Reconocimiento de Corto Alcance en julio de 1944. El 1 de agosto de 1944 es redesignado a la 1ª Escuadra/6° Grupo de Reconocimiento de Corto Alcance. En marzo de 1942 Grupo de Reconocimiento Marítimo Norte. En abril de 1942 Grupo de Reconocimiento Marítimo Norte. En mayo de 1942 Grupo de Reconocimiento Marítimo Stryi.

## Bases
| Noviembre de 1938 – agosto de 1939       | Stargard          | Hs 126    |
| Marzo de 1940 – mayo de 1940             | Wittisch(?)       |           |
| Octubre de 1940                          | Moerbecke(?)      |           |
| Febrero de 1941                          | Constanza         |           |
| Marzo de 1941                            | Jambol            |           |
| Marzo de 1941                            | Stara-Zagora      |           |
| Junio de 1941                            | Zamosc            |           |
| Julio de 1941                            | Al Sur de Lutsk   |           |
| Julio de 1941                            | Polonne           |           |
| Agosto de 1941                           | Talnoje           |           |
| Agosto de 1941                           | Rovno             |           |
| Noviembre de 1941 – marzo de 1942        | Wjasma            | Hs 126B-1 |
| Abril de 1942                            | Durovo(?)         | Hs 126B-1 |
| Julio de 1942                            | Petrovski         | Hs 126B-1 |
| Octubre de 1942 – diciembre de 1942      | Nikolajevka       | Hs 126B-1 |
| Diciembre de 1942 – febrero de 1943      | Kursk             | Hs 126B-1 |
| Marzo de 1943 – septiembre de 1943       | Konotop           | Hs 126B-1 |
| Diciembre de 1943 – 6 de marzo de 1944   | Beresina*         | Hs 126B-1 |
| 6 de marzo de 1944 – 22 de junio de 1944 | Luniniec*         | Hs 126B-1 |
| 22 de junio de 1944 – julio de 1944      | Bayreuth-Bindlach | Hs 126B-1 |

- Destacamento en Pinsk en febrero de 1944 – marzo de 1944.

## 4ª Escuadra (H)
Formada en enero de 1939 en Stargard. Disuelta en enero de 1942.

## Bases
| Enero de 1939 – agosto de 1939      | Stargard        | He 45 y el He 46 |
| Agosto de 1939 – septiembre de 1939 | Gross-Lassevitz |                  |
| Marzo de 1940 – mayo de 1940        | Pirmasens       | Hs 126           |
| Noviembre de 1940                   | Octeville       |                  |
| Junio de 1941                       | Memel           |                  |
| Julio de 1941                       | Follin          |                  |
| Julio de 1941 – agosto de 1941      | Jogeva          |                  |
| Octubre de 1941                     | Oesel(?)        |                  |

## 5ª Escuadra (H)
Formada en diciembre de 1940 en Stargard desde partes de la 1ª Escuadra (H)/21° Grupo de Reconocimiento. Disuelta en enero de 1942.

## Bases
| Diciembre de 1940 – abril de 1941 | Stargard     | Hs 126 |
| Junio de 1941                     | Dubno(?)     |        |
| Julio de 1941                     | Busk         |        |
| Agosto de 1941                    | Annovka      |        |
| Agosto de 1941                    | Bialacerkiev |        |
| Septiembre de 1941                | Lemberg      |        |

## 6ª Escuadra (H)
Formada en diciembre de 1940 en Stargard desde partes de la 2° Escuadra (H)/21° Grupo de Reconocimiento. Disuelta en enero de 1942.

## Bases
| Diciembre de 1940 – abril de 1941 | Stargard   | Hs 126 |
| Junio de 1941 – julio de 1941     | Steganov   |        |
| Agosto de 1941                    | Wjasovka   |        |
| Septiembre de 1941                | Sjemipolki |        |
| Noviembre de 1941 – enero de 1942 | Charkov    |        |

## 7ª Escuadra (H)
Formada en diciembre de 1940 en Stargard desde partes de la 4ª Escuadra (H)/21° Grupo de Reconocimiento. Disuelta en enero de 1942, con algunas tripulaciones transferidas a la Escuadra de Estado Mayor/2° Escuadra de Bombardeo en Picado.

## Bases
| Diciembre de 1940              | Stargard   | Hs 126 |
| Febrero de 1941                | Vilseck(?) |        |
| Julio de 1941                  | Pleskau    |        |
| Julio de 1941 – agosto de 1941 | Wereteni   |        |